# Автономный режим

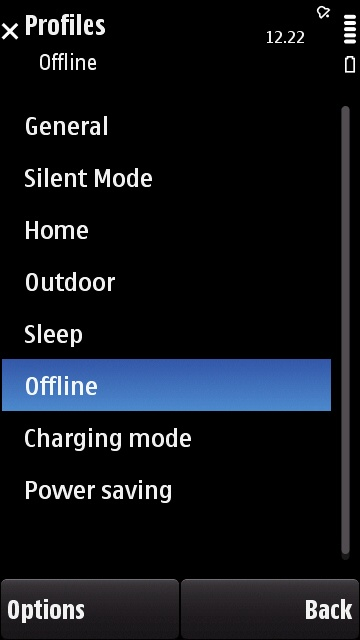
Nokia 5800 в автономном режиме

Автономный режим — режим, доступный на многих мобильных телефонах, смартфонах и других электронных устройствах, который при активации останавливает передачу сигнала, чтобы отключить вызов и приём звонков, а также текстовых сообщений, и в то же время позволяет использовать другие функции, которые не требуют передачи сигнала (например: игры, камера, MP3-плеер).
Данный режим называется так, потому что позволяет работать с устройством на борту самолёта во время полёта, где приём и передача сигнала могут негативно воздействовать на электронные бортовые системы самолёта и наземные сети. Существуют также другие названия: режим полёта, авиарежим.
Технологии, передающие радиосигнал, такие как Bluetooth и Wi-Fi, также отключены в авиарежиме. В то же время технологии, работающие только на приём, такие как FM-радио и GPS, продолжают работать, однако некоторые производители в автономном режиме отключают и их, так как не во всех самолётах их использование считается допустимым. Часть авиакомпаний запрещают пользоваться мобильными устройствами на борту даже в авиарежиме.
Некоторые устройства в автономном режиме позволяют писать текстовые сообщения или электронные письма и сохраняют их в память телефона, чтобы отправить позже, когда сеть будет доступна.
Хотя невозможно отправить сообщение или сделать вызов в автономном режиме, часть устройств (например, смартфоны Nokia) позволяют сделать экстренный вызов, в то время как устройства Sony Ericsson позволяют совершать звонки (независимо от того, экстренные они или обычные) только после перезагрузки устройства в нормальном режиме.
Побочной особенностью авиарежима является экономия заряда батареи за счёт отключения приёмников и передатчиков устройства.